# Logania albiflora
Logania albiflora là một loài thực vật có hoa trong họ Mã tiền. Loài này được (H. Andrews) Druce mô tả khoa học đầu tiên.